# بهاری چمن (سرده)
بهاری چمن (نام علمی: Anthoxanthum) نام یک سرده از تیره گندمیان است.